# Dun Cromore

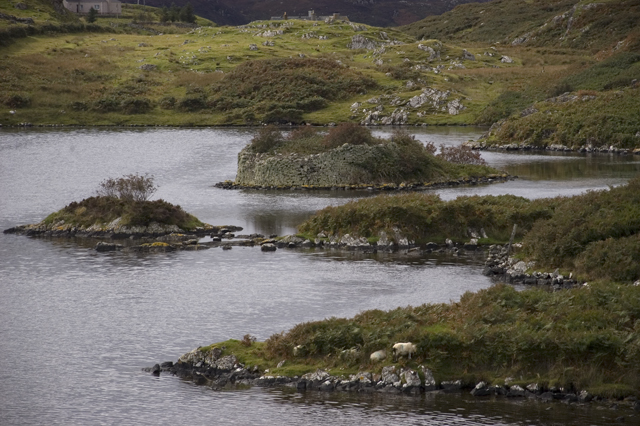
Bildmitte im Hintergrund das Dun

Dun Cromore ist ein Dun auf einer winzigen Insel an der engsten Stelle des Loch Cromore (auch Loch Chromore), einem Gezeitensee südlich von Stornoway, etwa 50,0 Meter vom Ufer entfernt, auf der Ostseite der Hebrideninsel Lewis and Harris beziehungsweise der traditionellen Grafschaft Ross-shire in Schottland.
Das Dun nimmt (ähnlich wie Doon Fort im Doon Lough im County Donegal oder Dun Burga Water) fast die gesamte Fläche der Insel ein. Der ovale Innenraum misst etwa 15,6 × 13,2 m. In der Westwand sind Zellen, eine Galerie und in ihr eine Treppe, die, vorbei an der zweiten, zu einer dritten Galerie führte. Die oberen Partien sind jedoch zerstört. Ein Bogen aus Mauerwerk bildet einen Hof vor dem Eingang an der Nordwestseite.
Ebenso wie die St Columb’s Chapel auf der nahegelegenen Gezeiteninsel Eilean Chaluim Chille wurde Dun Cromore durch Historic Scotland als Scheduled Monument geschützt.